# Майтани, Ёсихиса
Ёсихи́са Майта́ни (яп. 米谷美久, англ. Yoshihisa Maitani; 8 января 1933, Кагава, Япония — 30 июля 2009, Токио, Япония) — японский инженер, дизайнер и изобретатель, легендарный разработчик фотокамер Olympus. Наиболее известен как создатель культовых камер Olympus Pen, OM-System и XA-Series, которые революционизировали рынок фототехники благодаря их компактности, функциональности и инновационным техническим решениям.

## Биография
Родился в префектуре Кагава, Япония. Был третьим по счёту сыном в семье крестьянина, выращивавшего рис для изготовления сакэ и соусов. С ранних лет увлекался техникой, особенно фотографией. В юности, в возрасте 10 лет, самостоятельно собрал фотоаппарат, что стало его первым шагом в сторону профессионального конструирования. В шестнадцать лет он уже владел четырьмя патентами.
В 1956 году окончил Университет Васэда по специальности машиностроение. После этого начал работать в компании Olympus Optical Co., Ltd. (сейчас OM Digital Solutions), где его карьера прошла путь от разработчика фотоаппаратов до управляющего директора Olympus и достигла международного признания. Спустя 40 лет, вышел на пенсию в 1996 году, но продолжал работать в компании в качестве консультанта.
Скончался 30 июля 2009 года от дыхательной недостаточности в возрасте 76 лет в Токио.

## Достижения

### Olympus Pen

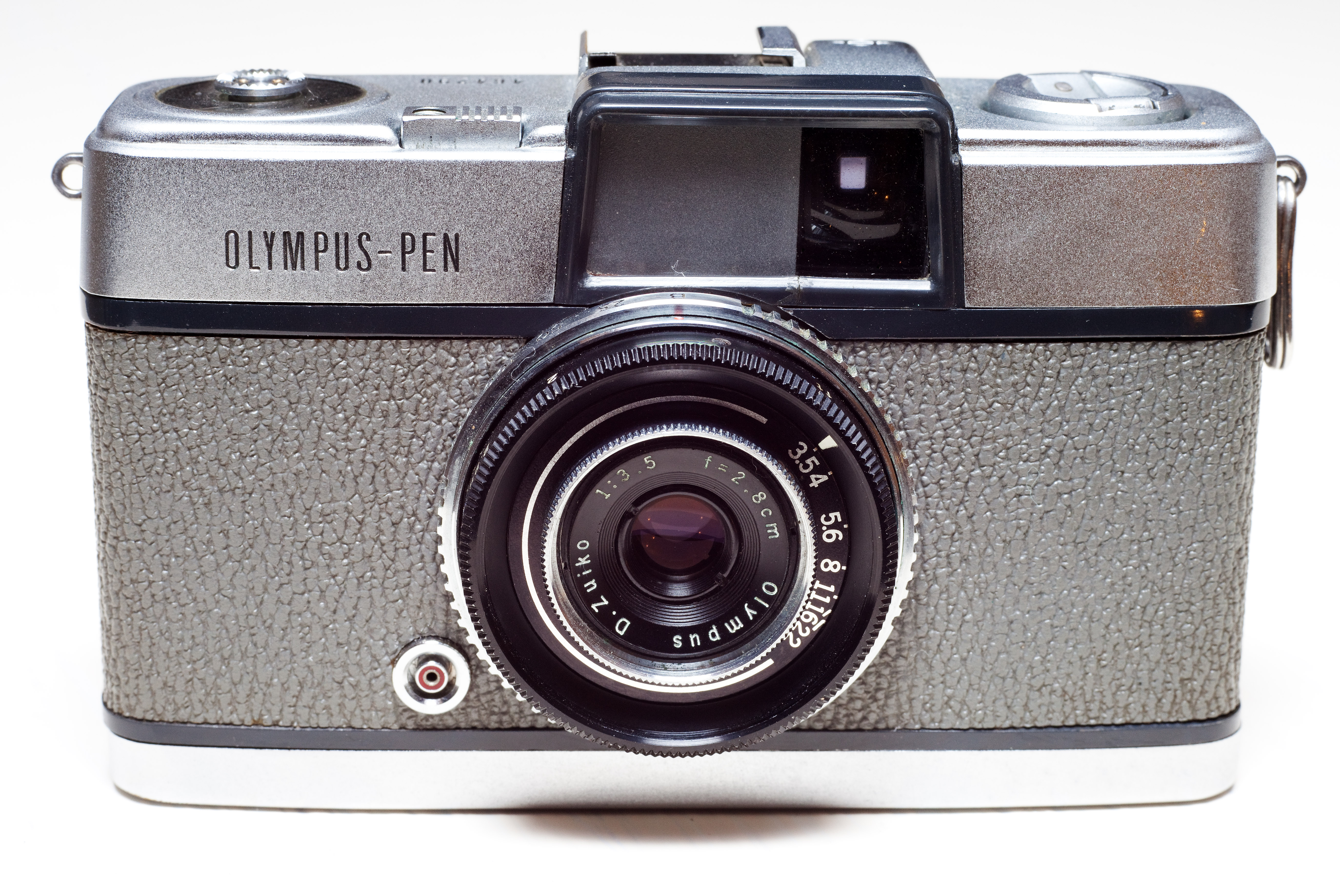
Olympus Pen (1959)

В 1959 году Майтани представил миру Olympus Pen — первую в мире серию компактных полуформатных камер, способных снимать на 35-мм плёнке с удвоенной ёмкостью кадров. Это стало прорывом, поскольку такие камеры были значительно дешевле и удобнее, чем их аналоги, что сделало фотографию доступной для широкой аудитории.
Особенности Olympus Pen:
- полуформатные кадры (18×24 мм) вместо стандартных 24×36 мм;
- компактность и лёгкость;
- простой и надёжный дизайн.

### Olympus OM-System

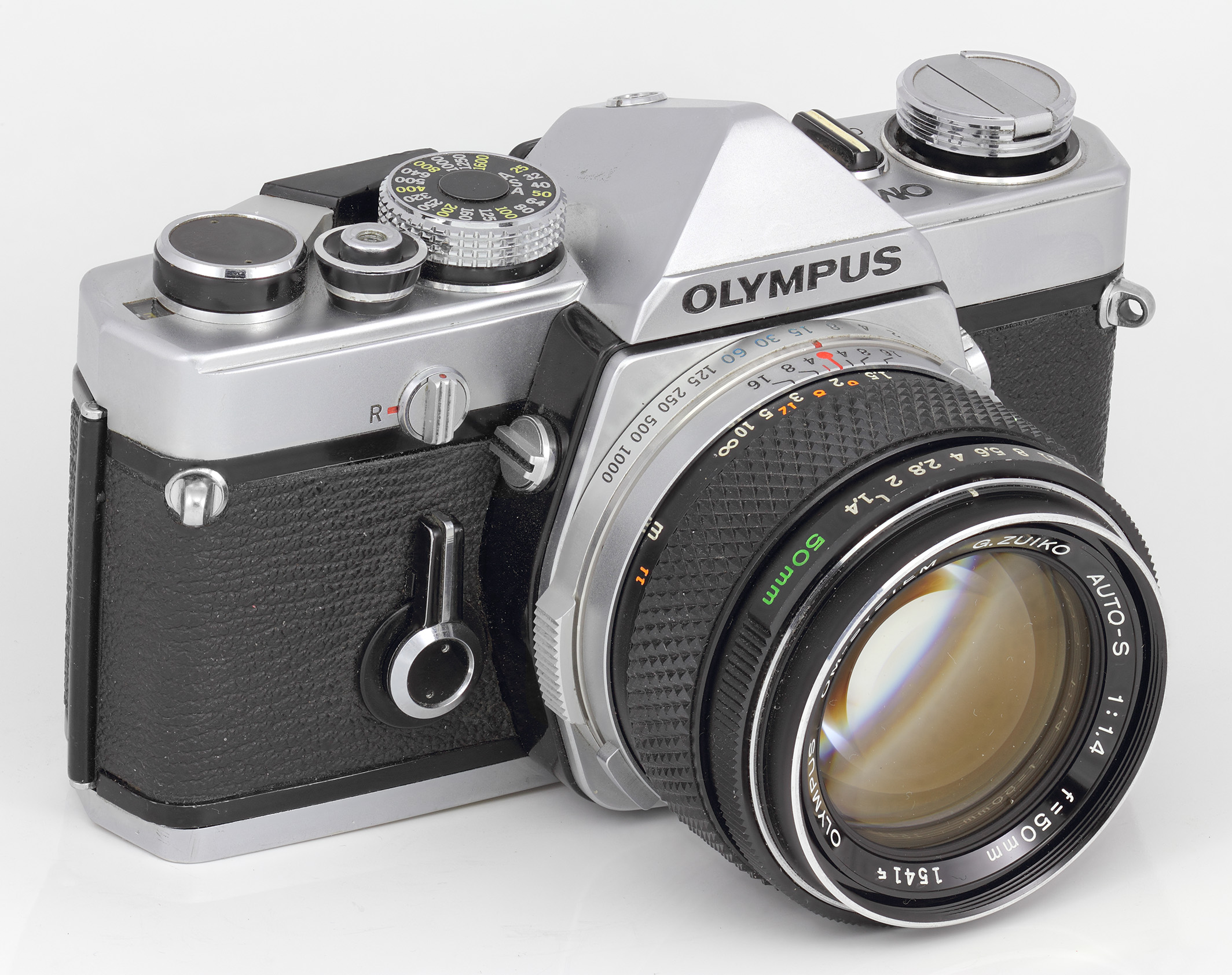
Olympus OM-1 (1972)

В 1972 году Ёсихиса Майтани разработал серию однообъективных зеркальных камер (SLR) Olympus OM-System (O = Olympus, M = Maitani), включая знаменитую модель OM-1. Камеры отличались миниатюрными размерами и лёгким весом, что сделало их идеальными для профессионалов и любителей.
Особенности OM-System:
- уменьшенные габариты без ущерба для функциональности;
- тихий затвор и малая вибрация;
- широкий выбор сменных объективов и аксессуаров.

### Olympus XA

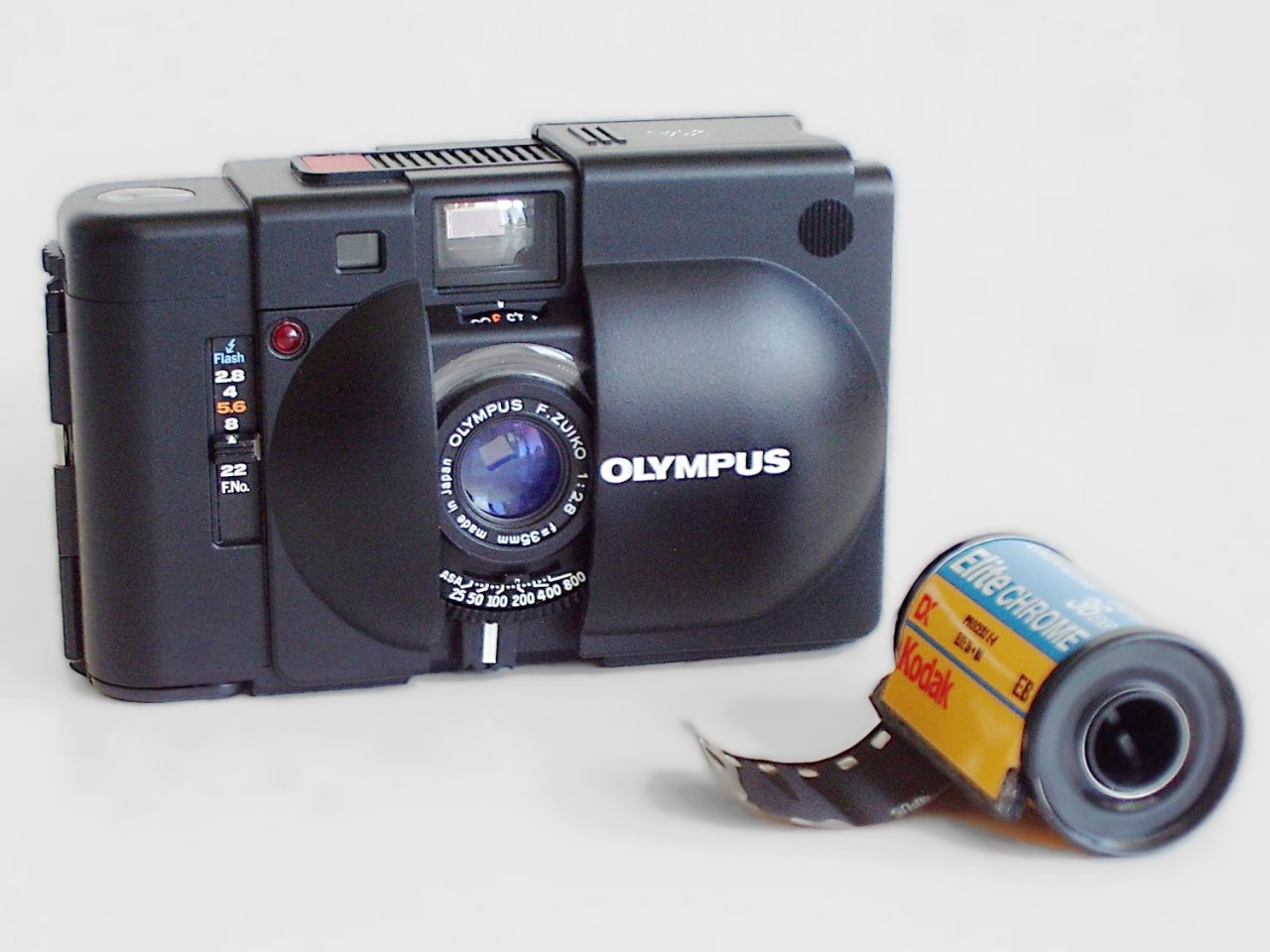
Olympus XA (1979) с фотопленкой

В 1979 году Майтани разработал Olympus XA, одну из первых компактных 35-мм камер с дальномером и уникальным дизайном корпуса слайдерного типа. Камера предлагала качество профессиональных снимков в ультракомпактном корпусе, идеально подходящем для уличной и повседневной фотографии.
Особенности Olympus XA:
- ручной дальномер для точной фокусировки;
- программная автоматика;
- эргономичный дизайн и крышка-слайдер, защищающая объектив.

## Наследие
Ёсихиса Майтани сыграл ключевую роль в формировании современного рынка фототехники. Его подход к проектированию камер, фокус на минимализме и удобстве использования оказали огромное влияние на развитие индустрии.
Благодаря его разработкам Olympus стал одним из ведущих брендов в мире фототехники, а созданные им камеры до сих пор остаются популярными среди коллекционеров и фотографов.

## Награды и признание
- 1974 год — награда Camera Grand Prix за Olympus OM-1.

- 1980 год — премия фотографического общества Японии[англ.][7].
- Введен в «Зал славы» PMA[англ.] в 1994 году.

- Был признан как один из величайших инженеров в области фотоаппаратов.

## Личная жизнь
Был женат на Кэйко Майтани (黙祷敬子). Известен как скромный человек, который полностью посвятил себя работе. Помимо фотографии, его увлекали инженерные задачи, и он оставался активным изобретателем до конца своей жизни.